# Сарва, Анджей
Анджей Юлиуш Сарва (пол. Andrzej Juliusz Sarwa; род. 12 апреля 1953, Сандомир, Свентокшиское воеводство) — польский писатель, поэт, журналист.

## Биография
Родился в очень бедной семье. Родители были мелкими чиновниками. Он учился в Сандомире, а потом и в других городах. В 1975 году он женился на Элизабете Ковальской (умерла в 2014 году). В 1976 году получил аттестат зрелости. У него есть две дочери — Иоанна и Марта.
Анджей Юлиуш Сарва не только писатель, но также доктор богословия. Член Союза польских писателей и Ассоциации польских журналистов. Удостоен знака «За заслуги перед польской культурой». Автор и соавтор около 200 книг и сотен статей из различных областей, включая работы в области богословской эсхатологии и демонологии. Некоторые из работ являются учебниками для студентов религиоведения и теологии в самых крупных и престижных польских университетах, в том числе Краковского Ягеллонского университета в Кракове, Люблинского католического университета, Университета в Лодзи, Университета Кардинала Стефана Вышинского в Варшаве.
Финалист премии «Наследие» за 2020 год в номинации «Проза».
Номинирован на соискание ежегодной премии «Писатель года 2020».

## Творчество
Основные романы:
- «Запутавшийся» («Uwikłany»), Сандомир 2013, ISBN 978-83-257-0495-7
- «Шёпоты и тени» («Szepty i cienie»), Сандомир 2013, ISBN 978-83-257-0539-8
- «Зёрна спасения» («Ziarna ocalenia»), Сандомир 2013, ISBN 978-83-257-0628-9

Переводы на русский язык:
- «Шёпоты и тени: роман», пер. с польск. М. В. Ковальковой, Москва 2018, ISBN 978-5-9216-0572-5
- «Барри и другие рассказы», пер. с польск. Анатолия Нехая, Санкт-Петербург — Сандомир 2018, ISBN 978-5-9909812-0-1
- «Наша общая радуга», пер. с польск. Анатолия Дячинского, Сандомир 1999, ISBN 83-87615-00-5
- «Сын теневой стороны: роман», пер. с польск. М. В. Ковальковой, Ridero 2021, ISBN 978-5-0053-7772-2

Основные богословские труды:
- «Эсхатология Восточной Церкви» («Eschatologia Kościoła Wschodniego»), Лодзь, 2002 ISBN 83-7229-052-0
- «Эсхатология Ислама» («Eschatologia Islamu»), Лодзь 2002, ISBN 83-7229-053-9
- «Эсхатология Зороастризма» («Eschatologia Zaratusztrianizmu»), Сандомир 2005, ISBN 83-60276-02-1

## Награды
Отмечен государственными наградами Польши — золотым знаком отличия «Крест Заслуги», почётным знаком «За заслуги перед польской культурой» и медалью «За заслуги в культуре Gloria Artis». В России награждён звездой «Наследие» II степени за 2020 год и звездой «Наследие» II степени за 2021 год, учрежденной Российским союзом писателей, медалью «Афанасий Фет 200 лет», медалью «Иван Бунин 150 лет» а также медалью «Федор Достоевский 200 лет» и медалью «Николай Некрасов 200 лет».